# Två träd
Två träd – Karl Gerhards vaduvill var en Karl Gerhard-revy (eller en "vaduvill", en anspelning på vaudeville) som spelades 1959 i Stockholm i produktion av Knäppupp AB. Texterna skrevs av Karl Gerhard, Hans Alfredson, Tage Danielsson och Dix Dennie. För regin svarade Hasse Ekman, Yngve Gamlin gjorde dekoren, Holger Reenberg stod för koreografin och Bo Ekemar var kapellmästare.
Två träd spelade på Knäppupps hemmascen Idéonteatern den 10 september – 6 december 1959.

## Medverkande
Siv Anér, Brita Borg, Lena Dahlman, Guy de la Berg, Göthe Ericsson, Karl Gerhard, Cilla Ingvar, Ludde Juberg, Lasse Krantz, Dagmar Olsson, Katie Rolfsen, Bo Samuelson, Mille Schmidt, Erik Sjögren, Lena Söderblom med flera.